# مارکو پیساردو
مارکو پیساردو (انگلیسی: Marco Pissardo؛ زادهٔ ۸ ژانویهٔ ۱۹۹۸) بازیکن فوتبال است.
از باشگاه‌هایی که در آن بازی کرده‌است می‌توان به باشگاه فوتبال وارزه اشاره کرد.
وی همچنین در تیم ملی فوتبال زیر ۱۵ سال ایتالیا بازی کرده‌است.